# 1st Hussars
Pour les articles homonymes, voir Hussard (homonymie).
Les 1st Hussars, littéralement les « 1er Hussards », sont un régiment blindé canadien de la Première réserve de l'Armée canadienne des Forces canadiennes. Il fut fondé en mars 1856 et participa à la Première Guerre mondiale, à la Seconde Guerre mondiale et reçut de nombreux honneurs de batailles. Il est présentement basé à London et Sarnia en Ontario.

## Les débuts du régiment

### Fondation et organisation
Le 1er Régiment de Hussards trouve ses racines en mars 1856 lors de la formation de la Troupe de milice volontaire montée de St. Thomas (St. Thomas Troop of Volunteer Militia Cavalry) et de la Première troupe de milice volontaire montée de London (First Troop of Volunteer Militia Cavalry of London) en juillet de la même année, à la suite du repli des soldats anglais survenu à la même époque.
Au cours de l'année 1863, ils furent tous deux renommés respectivement par le St. Thomas Troop of Cavalry et le London Troop of Cavalry. En réponse aux Raids fenians de 1866, les deux formations furent placées en service actif dans le sud-ouest de l'Ontario, mais aucune d'entre elles n'eut de contact avec les forces d'invasion. La nouvelle force unifiée des deux milices sous le même Quartier Général en janvier 1867 prit le nom de St. Thomas and London Squadron of Canada. Démobilisés au service actif en 1870 pour contrer les invasions des fenians, ils ne furent toujours pas impliqués dans l'action.
En mai 1872, l'escadron fut étoffé par l'ajout de quatre troupes de cavalerie supplémentaires pour un total de six et devint le 1st Regiment of Cavalry ou en traduction libre : le Premier régiment de cavalerie, avec son quartier général situé à St. Thomas.
Le régiment était alors réparti ainsi :
- No. 1 Troop - St. Thomas
- No. 2 Troop - London
- No. 3 Troop - Mooretown, comté de Lambton
- No. 4 Troop - Kingsville, comté d'Essex
- No. 5 Troop - Bayfield, comté d'Huron
- No. 6 Troop - Non affecté

Les troupes Nos 5 et 6 furent dissoutes en 1874 et le quartier général déménagea à London en 1880, où il est toujours situé. Le 1st Regiment of Cavalry changea son nom pour le 1st Regiment of Cavalry Hussars en 1888 puis en celui de 1st Hussars en 1892. En 1896 et 1897 les quatre troupes numérotées restantes changèrent leur appellation par des lettres et la désignation Troop. Troupe fut remplacée par squadrons, escadron.
En février 1905, le régiment occupa le nouvel édifice London Armouries spécialement bâti à son intention au coin des rues Dundas et Waterloo, qui fut utilisé jusqu'en 1977. Durant l'année 1913, l'escadron 'A' déménagea ses activités de St. Thomas vers London, l'escadron 'C' de Mooretown à Courtright (en) où il fut dissous et l'escadron 'D' se déplaça de Kingsville à  Amhurstburg et prit l'appellation de Escadron 'C' après la dissolution de l'escadron de Courtright.

### Le1erHussards en Afrique du Sud
En octobre 1899, éclata  la seconde guerre des Boers entre l'Empire britannique, la république des Boer de l'État libre d'Orange et la république sud-africaine du Transvaal. Bien que le 1er Hussard n'y participa point en tant qu'unité, 27 membres du régiment se sont tout de même rendus en Afrique du Sud avec d'autres unités de l'armée canadienne.
Six formations de Hussard joignirent alors le bataillon de service spécial du régiment d'infanterie Royal Canadian Regiment et participèrent à la bataille de Paardeberg et à la prise de Pretoria.
Quinze autres formations de hussards se joignirent à l'escadron 'A' du 1er bataillon de la Canadian Mounted Rifles (CMR), qui sera plus tard renommé Royal Canadian Dragoons. Le premier bataillon du CMR posa pied en Afrique du Sud en mars 1900, participant à la marche pour Prétoria et à la bataille de Leliefontein sur la rivière Komati en novembre 1900 avant de rentrer au Canada.
En 1901, six membres des 1er Hussards prirent les rangs de la nouvellement formée South African Constabulary (en).

## Première Guerre mondiale

### Mobilisation et déploiement
Comme durant la seconde guerre des Boers, le régiment n'y participa pas à titre d'unité, toutefois à l'éclatement du conflit, 66 membres du régiment furent affectés au 1st Western Ontario Battalion du Corps expéditionnaire canadien qui fut formé vers la fin de 1914. Le Western Ontario Battalion participa à la Seconde Bataille d'Ypres
Durant le mois de novembre 1914, le 7th Canadian Mounted Rifles fut créé. L'escadron 'A' recruté à London, l'escadron 'B' formé d'hommes de Windsor, Sarnia et Amherstburg puis l'escadron 'C' provenant de Toronto.
L'escadron 'A' fut rattaché à la 2e division canadienne en tant qu'escadron de cavalerie de la division. En juin 1915, le 7th CMR prit le bateau pour l'Angleterre puis en janvier 1916, l'escadron 'A' fut renommé Spécial Service Squadron, First (Canadian) Hussars pour refléter les racines du 1er Hussards. Au milieu de mai 1916, l'escadron devint partie du Canadian Corps Cavalry Regiment plus tard renommé the Canadian Light Horse (en), formant l'escadron 'B' du régiment.

### Bataille de la crête de Vimy
Le 9 avril 1917, la Bataille de la crête de Vimy débuta. Au cours de la bataille, le CLH fut déployé sur le flanc sud de la ligne de front où des éléments du régiment furent chargés des missions de reconnaissance du village de Willerval pour déterminer par la suite si une percée serait possible ou si le village pourrait être tenu. Deux patrouilles montées prirent la route du village vers 16 h 30 l'une devant s'approcher du village par le nord et l'autre par le sud. La patrouille du nord, entra dans le village et fut capable de prendre environ 15 prisonniers avant de se replier sous le feu nourri d'un fusil mitrailleur allemand. La patrouille du sud pour sa part, fonça sur une position allemande et fut aussi obligée de se replier sous le feu ennemi. Les deux patrouilles perdirent six hommes morts au combat, six blessés et trois autres disparus.

### Lescent jours du Canada

#### D'Amiens au Canal Du Nord
Entre le 8 août et le 28 août 1918, le 1er Hussard du Canadian Light Horse fut utilisée principalement comme coursier, contrôleur du trafic et autres tâches de soutien à l'arrière du Corps canadien à Amiens. Le 9 août, cinq membres de l'escadron 'B' tentèrent de capturer un convoi de munitions allemand aperçu lors de la livraison d'un message. Même si la tentative a échoué, ils ont tout de même fait 20 prisonniers. Le CLH se déplaça dans la région du canal du Nord dans la nuit du 26 au 27 septembre. Plusieurs éléments du régiment effectuèrent de coûteuses patrouilles de reconnaissance dans la région pendant que le gros des forces patientait en réserve juste derrière la ligne de front attendant une brèche dont pourrait profiter la cavalerie.

#### Escaudœuvres et la rivière Erclin
Le 9 octobre 1918, le Corps Canadien attaqua les Allemands près du village de Escaudœuvres sur le canal de l'Escaut  (au nord-est de Cambrai et de la France). À ce point de la guerre, le champ de bataille devenant plus fluide, la cavalerie put jouer un rôle plus important durant les opérations. Ils reçurent l'ordre d'occuper deux positions surélevées à l'avant de la  5th Canadian Infantry Brigade's. Juste après minuit, l'escadron 'B' du CLH reçut l'ordre d'avancer supporté par l'escadron 'A' et 'C'. Les troupes traversèrent le canal jusqu'à une ligne ferroviaire suivant la crête du côté éloigné. Comme les troupes se rassemblaient près des rails, des fusils mitrailleurs firent feu de la droite touchant plusieurs hommes et chevaux. La situation à la gauche de l'escadron se développait de façon similaire. Un fusil mitrailleur allemand fut mis hors d'état de nuire, ce qui permit d'établir une position et de déployer un fusil mitrailleur Hotchkiss sur le remblai des rails. Une section fut mise sur pied pour prendre par le flanc les derniers fusils mitrailleurs restants mais échoua. La position nouvellement prise fut quand même gardée et cédée plus tard au 25th Battalion et la cavalerie retirée. Un sous-officier fut tué et 11 hommes furent blessés durant l'assaut qui permit de gagner 2 500 mètres de terrain et infligea au moins des pertes de 20 hommes et de 2 fusils mitrailleurs aux Allemands.
Le jour suivant, le 1er hussards participa à une des peu nombreuses charges de cavalerie de l'histoire canadienne. Le corps canadien continua à avancer le long du canal. Le village de Naves fut capturé par le 19th Battalion, CEF,  qui continua son avance et prit d'assaut une crête à l'est du village. L'objectif des escadrons 'A' et 'C' était de capturer une portion inondée de la route sur la crête et de prendre position sur une colline surplombant le village de Iwuy pendant que l'escadron 'B' était gardé en réserve. Les escadrons 'A' et 'C' franchirent l'Erclin et chargèrent en direction de la colline, 23 hommes et 66 chevaux périrent durant l'attaque mais en dépit des pertes essuyées, il parvinrent à prendre la colline et à la maintenir.
Comme l'offensive des cent jours se poursuivait, le 1er Hussards et le reste du CLH se trouvèrent à mener l'offensive en aidant l'infanterie à passer lorsque de la résistance fut rencontrée.
Des membres du 1er Hussards participèrent entre autres aux actions suivantes :
- Deuxième Bataille d'Ypres
- Bataille de Flers-Courcelette
- Bataille de la Côte 70
- Bataille de Passchendaele

## Seconde Guerre mondiale

### Mobilisation et déploiement
Le "Schéma de défense numéro 3" fut implanté le 1er septembre 1939 et provoqua la formation de la 1re Division d'infanterie canadienne, Force Canadienne de Service Actif, ou la Canadian Active Service Force. Le 1er Hussards fournissait alors la cavalerie de la division. En décembre 1939, la majorité de la 1re division navigua pour l'Angleterre mais le 1er Hussards demeura derrière à London, parce qu'il n'y avait pas encore assez de chars, en ce début de conflit, pour équiper le régiment.
En janvier 1940, l'escadron du Quartier général et le 'C', contribuèrent au 1er Régiment Canadien de Cavalerie (Mécanisée) (1 RCC (M))(L'escadron 'A' fut principalement fourni par le Royal Canadian Dragoons et le 'B' par des membres du 'Lord Strathcona's Horse'.). Le 1 RCC (M) étant encore partie de la 1re Division Canadienne. Mai 1940, le 1 RCC (M) quitte London pour Camp Borden où il s'entraine sur des chars Carden-Loyd Machine Carrier, le Vickers Mk. VIB Light Tank et le char léger Renault FT. En dépit du fait que ces chars étaient désuets, ils contribuèrent à l'entrainement des troupes aux tactiques de combat et à la maintenance des véhicules.
En janvier 1941, ils retournèrent à leurs unités respectives et furent mobilisés en tant que régiment.
La formation en août 1940 du Canadian Armoured Corps(CAC) regroupa aussi le 1er Hussard qui au printemps de 1941 devint le 6th Canadian Armoured Regiment (1st Hussars) (6 CAR) s'intégrèrent à la 1st Canadian Armoured Brigade, et prirent la mer pour l'Angleterre en octobre 1941. Le régiment s'installa à Aldershot où il poursuivirent leur entrainement. Au début de 1942, le régiment fut équipé de quelques M3 Lee tanks et Ram Mk. modèles I et II. Il fit partie du 1 CAB jusqu'en janvier 1943, il fut ensuite réorganisé dans la 3rd Canadian Army Tank Brigade conjointement avec le The Fort Garry Horse et le Sherbrooke Fusilier Regiment. Au cours de juillet 1943, la 3 CATB fut renommée la 2e Brigade blindée canadienne (2CAB), nom qui demeurera jusqu'à la fin de la guerre.

### Jour-J et Normandie

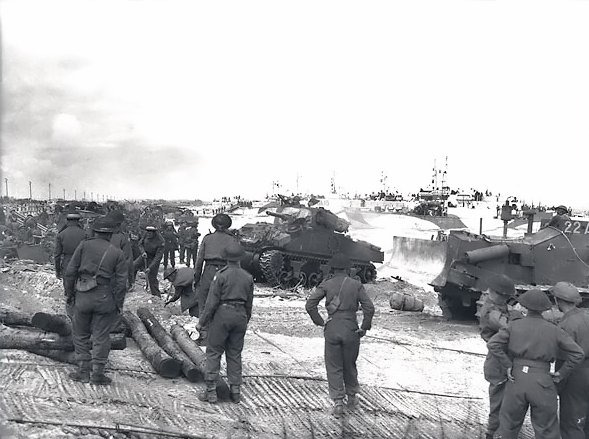
Les hommes du 1st Hussars sur la plage de Courseulles-sur-Mer le 6 juin 1944.

Les DD tanks du 1er Hussards furent parmi les forces alliées à poser pied sur les côtes de la Normandie en support pour l'infanterie qui débarquait sur la partie ouest de Juno Beach.
À 7:15, 19 chars de l'escadron 'B' lancèrent leurs Sherman V DD au départ des Chaland de Débarquement dans la Manche à quelque 4 000 mètres de la côte de Nan Green Beach. Sur 19 véhicules, 15 atteignirent le rivage précédant le Regina Rifles, duquel ils devaient assurer le support.
L'escadron 'A' à peine 10 minutes après le lancement du 'B' débarqua quelques chars d'à peu près 1 500 mètres de la rive qui prirent la direction de Mike Beach. Seulement 2 des 4 chalands transportant l'escadron 'A' eurent la possibilité de lancer tous leurs chars embarqués. Sur les 19 chars de l'escadron 'A', 10 furent lancés dans la Manche dont 7  atteignirent le rivage, 5 furent débarqués directement sur la plage et 4 demeurèrent coincés dans un chaland ayant frappé une mine. Les chars de l'escadron 'A' étaient chargés du support du Winnipeg Rifles qui se battait déjà sur la plage à l'arrivée des premiers chars.
Sur la plage, plusieurs chars du 1er Hussards demeurèrent dans une position semi-submergée à la limite du rivage. Après l'abandon de leurs écrans, ils engagèrent les abris anti-chars et les nids de mitrailleuses allemandes fournissant à l'infanterie la possibilité de détruire les défenses de la plage et à faire une percée à l'intérieur des terres. L'escadron 'A' se fraya un chemin jusqu'au village de Graye-sur-Mer où le Winnipeg Rifles tentait de capturer un pont enjambant la Seulles. L'escadron 'B' pour sa part aida à nettoyer le village de Courseulles-sur-Mer avant de percer vers l'intérieur du continent.  Au cours des combats à Courseulles, le tankiste Léo Gariépy tira sur la  Kommandantur, le quartier général des communications du secteur. Ce fut sans doute le premier groupe de soldats allemands à être pris vivants de l'opération Overlord. Léo Gariépy revint à Courseulles pour y finir ses jours.
À 8:20, l'escadron 'C' débarqua ses chars Sherman Vc Firefly et Sherman III directement sur la plage Mike Red, conjointement avec l'escadron du Quartier Général. À cette heure, la résistance de la plage avait déjà été décimée.

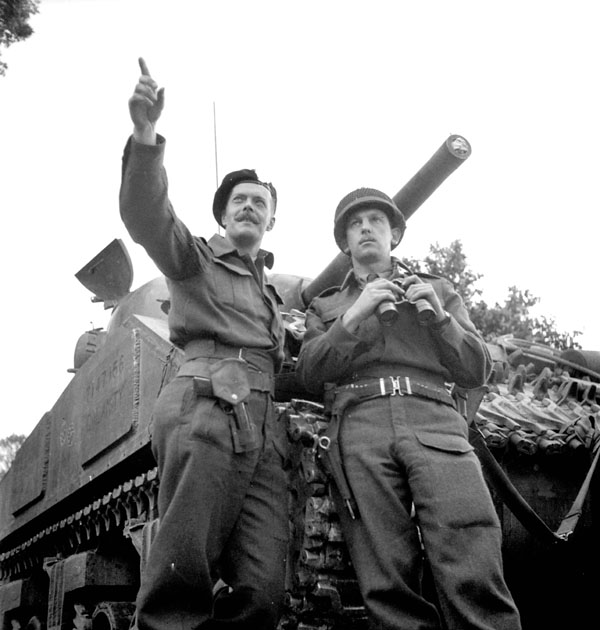
Deux officiers du régiment devant un char Sherman à Colomby-sur-Thaon en juin 1944.

Après la prise de Courseulles-sur-Mer, le régiment prit le chemin des terres. Au sud de Reviers, l'escadron 'B' rencontra un canon de 88 allemand qui réussit à toucher 6 chars avant d'être mis hors d'usage. Dans l'engagement, 7 membres d'équipage des Hussards perdirent la vie. À cause de ses pertes, l'escadron 'B' dut battre en retraite et retourner sur la plage. Comme mentionné ci-haut, l'escadron 'A' se déplaça vers Graye-sur-Mer où le Winnipeg Rifles combattait pour sécuriser le village. L'escadron 'A' se joignit au combat avec les éléments de l'escadron 'C' qui commençait alors à les rejoindre. Le village capturé, l'escadron 'C' se dépêcha avec la 2e troupe (2d Troop) d'atteindre l'objectif du régiment qui était la route Caen-Bayeux, devenant la seule unité alliée à atteindre son objectif du Jour-J. Un survivant raconta "Un soldat Allemand nous salua sur notre chemin pour atteindre l'objectif. Je présume qu'il était surpris de nous voir si loin à l'intérieur des terres" Cependant, la 2e troupe dut se replier parce qu'elle était trop en avant du reste des forces et trop peu nombreuse pour pouvoir tenir l'objectif. À la tombée de la nuit, le régiment battit en retraite pour se reposer sur les rives de la Manche. Les pertes du 1er Hussards s'élevèrent à 21 tués et 17 blessés dans l'action du Jour-J. L'escadron 'A' était maintenant réduit à 9 chars et le 'B' à seulement 4.
Après le Jour-J, le 1er Hussards continua à supporter l'infanterie dans son avance et à repousser les contre-attaques allemandes. Le 9 juin, le Hussards supporta le Canadian Scottish à reprendre la commune de Putot-en-Bessin et engagèrent les panthers du 1er Bataillon du 12e Régiment SS-Panzer provenant de la 12e Panzerdivision SS Hitlerjugend, en détruisant 6.

#### Le Mesnil Patry
Dans l'après-midi du dimanche, 11 juin, l'escadron 'B' du 1er Hussards fut décimé au cours d'une attaque avortée avec le The Queen's Own Rifles of Canada sur le hameau du Mesnil Patry, au nord-ouest de Caen. Les Panzergrenadier, Sapeurs et tanks allemands de la 12e Panzerdivision SS Hitlerjugend réussirent à faire une embuscade aux chars de l'escadron 'B' grâce aux  informations recueillies sur les ondes radio des Hussards décryptées avec un livre de code capturé le 9 juin à l'intérieur d'un char canadien détruit. Utilisant des Panzerfaust, Panzerschreck et des PaK 40 (canon anti-char), les allemands détruisirent 51 chars Sherman, firent 61 morts ou disparus, 2 blessés et 11 prisonniers parmi le 1er Hussards. Le Queen's Own Rifles pour sa part, se vit infliger des pertes de 55 tués, 33 blessés et 11 prisonniers. On se souvient de l'attaque comme "The Black Day", "Black Sunday" et le "Black Sabbath" à l'intérieur du régiment. Cette bataille compta pour approximativement le tiers des pertes du régiment pour toute la période de la guerre.

#### La prise de Caen
Après le désastre du Mesnil Patry, le 1er Hussards fut retiré du front pour combler les pertes et se regrouper. Quelques semaines de repos et d'entraînement plus tard, les Hussards retournèrent dans l'action le 8 juillet 1944 ils se joignirent à l'Opération Charnwood, avec les objectifs de capturer le village de Cussy et l'Abbaye d'Ardenne. L'escadron 'A' supporta le Canadian Scottish pour son attaque sur Cussy, l'escadron 'C' fut assigné à appuyer le Regina Rifles dans la prise de l'abbaye pendant que l'escadron 'B' et le Royal Winnipeg Rifles demeurèrent en retrait prêts à intervenir. Quand l'attaque débuta à 18:30, les Hussards se trouvèrent encore à affronter la 12e SS, incluant des chars Panthers, des canons anti-chars et l'infanterie. L'escadron 'A' et le Regina Rifles eurent à se battre pour sécuriser leurs positions de départ avant même de procéder vers l'abbaye. Aux alentours de 23:45, l'abbaye qui fut le Quartier Général de Kurt 'Panzer' Meyer et le site de l'exécution de 20 Canadiens faits prisonniers 1 mois plus tôt fut capturé. Le 9 juillet, les portions de Caen au nord et à l'est du fleuve Orne furent libérées.
Le 1er Hussards se battit encore courageusement lors de l'Opération Goodwood le 18 juillet qui visait à prendre les parties sud et ouest de l'Orne. La portion canadienne de Goodwood fut nommée l'Opération Atlantic et avait pour objectif spécifique d'établir une tête de pont sur l'autre rive de l'Orne, à l'est de Caen. Les buts visés par les Hussards incluaient la prise de l'aciérie située à Colombelles du côté droit de l'Orne, la banlieue est de Giberville et les faubourg de Vaucelles. À la fin de la journée du 19 juillet tous les objectifs des Hussards étaient capturés et la tête de pont sécurisée.
Comme l'Opération Atlantic se concluait, la planification d'une attaque contre la crête de Verrières connue sous l'Opération Spring. Comme les canadiens poussaient au sud, l'escadron 'A' du 1er Hussards furent chargés de supporter l'attaque Saint-André-sur-Orne et les fermes Beaureoir et Troteval par Les Fusiliers Mont-Royal. Les Fusiliers capturèrent initialement le village et les fermes mais durent battre en retraite devant les contre-attaques de la 1.SS Panzer-Division Leibstandarte Adolf Hitler et la 272. Infanterie Division (die Pferdeköpfe-Division). Les fermes de Beaureoir et Troteval furent reprises au cours de la soirée avec l'assistance de l'escadron 'A' des Hussards. Des combats sporadiques se poursuivirent quelques jours durant le temps que la ligne de front se stabilise au-dessous de la crête de Verrières. Durant ce temps les allemands renforcèrent leurs positions sur le dessus de la crête sous le couvert de la tempête qui clouait les avions d'attaque alliés au sol.
L'Opération Spring débuta le 25 juillet, l'escadron 'C' du 1er Hussards chargé de supporter le Royal Hamilton Light Infantry contre la commune de Verrières et ensuite de continuer vers Rocquancourt avec le Royal Regiment of Canada. L'escadron 'B' devait conquérir avec le Queen's Own Cameron Highlanders, le Calgary Highlanders et la Black Watch (Royal Highland Regiment of Canada) les villages de Saint-André-sur-Orne, Saint-Martin-de-Fontenay, May-sur-Orne et Fontenay-le-Marmion. La majorité de l'attaque contre la crête fit face à une grande résistance et furent contraints au statu quo par les allemands avec seulement comme résultat la prise du village de Verrières. L'offensive couta à l'escadron 'C' 14 de ses 19 chars et 27 victimes. Ses pertes sont impressionnantes quoique moins importantes que celles de la Black Watch qui perdirent 310 de leurs 325 hommes participant à l'action.

### Aux Pays-Bas

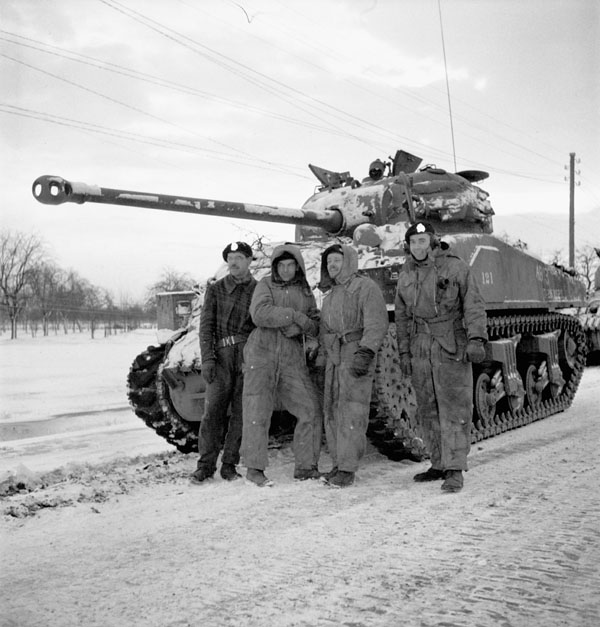
L'équipage d'un char Sherman près de Zetten en janvier 1945.

Le régiment prend part au début de 1945 aux combats de libération des Pays-Bas.

## Ancienneté du Régiment
En dépit du « 1er » dans leur titre, le régiment n'est pas la plus ancienne des unités blindées. Avec la réorganisation de la milice en 1872, le plus ancien ou le seul régiment de cavalerie à l'intérieur d'un District de Milice adopta la désignation numérique de ce district. Le sud-ouest de l'Ontario  faisant partie du District Militaire No. 1, ils reçurent donc à l'origine la désignation de 1er Régiment de Cavalerie. L'unité fut renommée 1er Hussards en 1892 et, comme aucune unité britannique montée portant le No. 1 n'a jamais existé, il ne fut jamais nécessaire d'ajouter le qualificatif Canada ou canadien. Après la 2e Guerre Mondiale, à cause du temps de guerre et de la précédente conversion en unité blindée d'autres régiments d'infanterie, le Royal Canadian Armoured Corps décida que l'ancienneté serait déterminée par la date de naissance de l'unité blindée sans référence au corps dont elle était issue. Les régiments de la force régulière ayant préséance, suivant l'ancienneté entre eux, le 1er Hussards fut placé 7e de l'ordre de naissance des régiments blindé de la milice.

## Guidon (étendard) et honneurs de batailles
Le Guidon original du régiment fut présenté en 1967 par la Reine Élisabeth II lors d'une cérémonie sur la colline parlementaire. Au centre du guidon figure l'insigne du régiment représentant le cheval blanc de Hanovre, avec les pattes de devant relevées, sur une couronne, entourée du nom du régiment "FIRST HUSSARS", le tout entouré d'une couronne de feuilles d'érable, le symbole officiel de la nation avec la devise de l'unité au bas "HODIE NON CRAS". Le premier canton du guidon contient le nom abrégé du régiment "1H", le deuxième et troisième canton montrent encore le cheval blanc de Hanovre et le quatrième canton montre le chiffre de la monarque Élisabeth II "EIIR". Le guidon est aussi paré de 17 des 34 Honneurs de Batailles attribués au régiment. Le 1er guidon fut retiré en 1993, avec un nouveau guidon présenté par le lieutenant-gouverneur l'Honorable Henry Jackman au baraquement de Woseley.
Les Honneurs de Batailles attribués au 1er Hussards sont les suivants avec ceux en gras parés sur le guidon.
- South Africa, 1900
- Somme, 1916
- Ancre Heights
- Flers-Courcelette
- Arras, 1917
- Vimy, 1917
- Amiens
- Scarpe, 1918
- Drocourt-Queant
- Hindenburg Line
- Canal Du Nord
- Cambrai, 1918
- Pursuit to Mons
- Débarquement de Normandie
- Putot-en-Bessin
- Le Mesnil-Patry
- Caen
- The Orne
- Bourguebus Ridge
- Faubourg de Vaucelles
- Bataille de l'Escaut
- Falaise
- Falaise Road
- Quesnay Wood
- The Laison
- Chambois
- Calais, 1944
- The Lower Maas
- The Rhineland
- The Hochwald
- Apeldoorn
- North-West Europe, 1944-1945

## Ordre de préséance
Dans l'ordre établi, le régiment est précédé par le 12e Régiment blindé du Canada et suivi du The Prince Edward Island Regiment (RCAC).

## Alliances
- Royaume-Uni - The King's Royal Hussars

## Sources
- (en) Cet article est partiellement ou en totalité issu de l’article de Wikipédia en anglais intitulé « 1st Hussars » (voir la liste des auteurs).